# Бланкфор (Жиронда)
Бланкфор (фр. Blanquefort) насеље је и општина у југозападној Француској у региону Аквитанија, у департману Жиронда која припада префектури Bordeaux.
По подацима из 2011. године у општини је живело 15.106 становника, а густина насељености је износила 447,98 становника/km². Општина се простире на површини од 33,72 km². Налази се на средњој надморској висини од 17 метара (максималној 39 m, а минималној 0 m).

## Демографија
| 1962. | 1968. | 1975. | 1982. | 1990.  | 1999.  | 2011.  |
| ----- | ----- | ----- | ----- | ------ | ------ | ------ |
| 4.017 | 4.671 | 6.918 | 9.972 | 12.843 | 13.901 | 15.106 |

График промене броја становника у току последњих година